# Erica tenuifolia
Erica tenuifolia är en ljungväxtart som beskrevs av Carl von Linné. Erica tenuifolia ingår i släktet klockljungssläktet, och familjen ljungväxter. Inga underarter finns listade i Catalogue of Life.